# انگ مویی
اِنگ مویی (五枚؛ چینی: t 五枚, p Wú Méi؛ کانتونی: Ng5 Mui4) یکی از پنج مرشد افسانه‌ای چین است که پس از تخریب معبد شائولین به‌دست دولتمردان در دوران حکمفرمایی دودمان چینگ، از آن جان سالم به‌در بردند. بر پایهٔ یکی از افسانه‌های محلی، او دختر یکی از فرماندهان نظامی در دودمان مینگ بوده‌است.
گفته می‌شود این بانوی افسانه‌ای، استادِ رشته‌های گوناگونی از شائولین کونگ‌فو، «وودانگ کوآن»، «یوئجی‌آکوان» بوده‌است. همچنین او را، بنیان‌گذار سبک‌های «وو مِی پای» ، وینگ‌چون، کونگ‌فوی اژدهای جنوبی و «لاما پای» می‌دانند.
در مورد محل استقرار و سکونت وی، روایت‌های گوناگونی موجود است: از معبد شائولین در استان هنان یا فوجیان تا کوهستان وودانگ در هوبئی و همچنین کوهستان امی در سیچوآن، معبد دُرنای سفید، کوه‌های دالیانگ در مرزِ سیچوآن و یون‌نان و نقاطی از گوانگشی و گوانگ‌دونگ.